# Goumsa
Goumsa är en ort i Burkina Faso.   Den ligger i provinsen Bazega Province och regionen Centre-Sud, i den centrala delen av landet, 50 km sydväst om huvudstaden Ouagadougou. Goumsa ligger 313 meter över havet och antalet invånare är 555.
Terrängen runt Goumsa är platt. Närmaste större samhälle är Kokologho, 15,0 km norr om Goumsa.
Omgivningarna runt Goumsa är en mosaik av jordbruksmark och naturlig växtlighet. Runt Goumsa är det ganska tätbefolkat, med 54 invånare per kvadratkilometer.